# Anadelphia
Anadelphia (synoniem: Pobeguinea) is een geslacht uit de grassenfamilie (Poaceae). De soorten van dit geslacht komen voor in Afrika, van tropisch West-Afrika tot in Tsjaad en van Zambia tot in Mozambique.

## Soorten
- Anadelphia afzeliana (Rendle) Stapf
- Anadelphia bigeniculata Clayton
- Anadelphia chevalieri Reznik
- Anadelphia funerea (Jacq.-Fél.) Clayton
- Anadelphia hamata Stapf
- Anadelphia leptocoma (Trin.) Pilg.
- Anadelphia liebigiana H.Scholz
- Anadelphia macrochaeta (Stapf) Clayton
- Anadelphia polychaeta Clayton
- Anadelphia pumila Jacq.-Fél.
- Anadelphia scyphofera Clayton
- Anadelphia trepidaria (Stapf) Stapf
- Anadelphia trichaeta (Reznik) Clayton
- Anadelphia trispiculata Stapf